# 祖先開眼
《祖先開眼》，香港亞洲電視、Starcast BOB、最佳拍檔有限公司聯合製作的電視劇，共25集，監製李兆基、朱奕龍，製作人王晶。

## 劇情簡介
自小被父親遺棄的童芷君與母親廖鳳瓊相依為命，又與母親打骰的髮型屋裡的髮型師LESLIE姊妹情深。童芷君糊里糊塗的進了父親的公司打工，遇上好色的叔叔童學禮和他刁蠻的女兒童安麗。童安麗因為公司裡的譚朗對童芷君有好感而事事作弄，可幸童芷君因此在母親大陸的祖屋中碰見不肯投胎的曾曾曾祖父廖創晶，兩人頓成知己。這時，童芷君竟因扮男人扮出禍......

## 收視率
上週的《百萬富翁》收視為23點，亦微跌1點，這是否意味觀眾已開始對這類問答遊戲節目感到悶呢？還是一如陳啟泰所說，“做殘”此類節目令《一筆OUT消》也得不到甜頭呢？還是只因暑假開始，收視略有調整？那要看下週收視結果才知答案了。不過無論如何，《百萬富翁》亦帶挈了新劇《祖先開眼》首周高開有10點，但能否保持住雙位數的好收視，就要看此劇能否有實力留住觀眾了。

## 演員表
| 演員   | 角色                   | 暱稱/關係     |
| 袁詠儀 | 童芷君                 |               |
| 馮淬帆 | 廖創晶／牛精帆／黃一帆 | 老友記／Terry |
| 葛民輝 | 章国明                 | LESLIE        |
| 鮑起靜 | 廖鳳琼                 |               |
| 珈 潁  | 笑 霞                  | CINDY         |
| 李兆基 | 廖偉龍                 |               |
| 劉錫賢 | 甘守志                 |               |
| 麥家琪 | 碧 咸                  |               |
| 王天林 | 童逸飛                 |               |
| 江美儀 | 童安麗                 |               |
| 陳保元 | 蘇 根                  |               |
| 黎 駿  | 譚 朗                  |               |
| 樓南光 | 童學禮                 |               |
| 甄志強 | 家 明                  |               |
| 梁 愛  | 好 姐                  |               |
| 謝雪心 | 岑寶如                 |               |
| 饒芷昀 | 四 姐                  |               |
| 陳靖允 | 黃鳳玲                 |               |
| 嘉 俊  | 何 富                  |               |
| 周兆麟 | 導 演                  |               |
| 錢嘉成 | 秦 浪                  |               |
| 江 圖  | 朗 父                  |               |
| 馮 國  | 岳家輝                 |               |

## 外部連結
祖先開眼-百度百科